# Liga Sul de Futsal de 2018
A Liga Sul de Futsal de 2018, é a 11ª edição da competição, a qual, conta com a participação de 4 clubes, da Região Meridional do país. Sua organização, foi de competência da Confederação Brasileira de Futsal.

## Regulamento
- Os 4 times formam um grupo único, se enfrentando entre si em turno, sendo que o primeiro colocado garante o título do torneio e vaga na Copa do Brasil  de Futsal 2019.

## Participantes em2018
| Clube          | Cidade       | Estado         |
| -------------- | ------------ | -------------- |
| Pato Futsal    | Pato Branco  | Paraná         |
| Campo Mourão   | Campo Mourão | Paraná         |
| APAF/Paranaguá | Paranaguá    | Paraná         |
| Blumenau       | Blumenau     | Santa Catarina |

## Classificação
|   | Time           | Pts | J | V | E | D | GP | GC | SG  | GA   |
| - | -------------- | --- | - | - | - | - | -- | -- | --- | ---- |
| 1 | Pato Futsal    | 7   | 3 | 2 | 1 | 0 | 10 | 3  | 7   | 3.33 |
| 2 | Blumenau       | 5   | 3 | 1 | 2 | 0 | 10 | 4  | 6   | 2.5  |
| 3 | Campo Mourão   | 4   | 3 | 1 | 1 | 1 | 5  | 4  | 1   | 1.25 |
| 4 | APAF Paranaguá | 0   | 3 | 0 | 0 | 3 | 3  | 17 | -14 | 0.17 |

|  | Campeão |

### Confrontos

#### Primeira Rodada
| 23 de agosto | Pato Futsal | 1 – 1 | Blumenau | Ginásio Belin Carolo - UTFPR, Campo Mourão |
| 19:00        | Di Maria    |       | Rafinha  |                                            |

| 23 de agosto | Campo Mourão                   | 3 – 0 | APAF Paranaguá | Ginásio Belin Carolo - UTFPR, Campo Mourão |
| 21:00        | Schneider, Guilherme, Alfinete |       |                |                                            |

#### Segunda Rodada
| 24 de agosto | Pato Futsal                            | 7 - 2 | APAF Paranaguá           | Ginásio Belin Carolo - UTFPR, Campo Mourão |
| 19:00        | Well , Caio Jotinha , Di Maria, Alemão |       | Juninho, Gabriel Carioca |                                            |

| 24 de agosto | Campo Mourão              | 2 - 2 | Blumenau       | Ginásio Belin Carolo - UTFPR, Campo Mourão |
| 21:00        | Mauricinho, Luiz Fernando |       | Rudi, Pica-Pau |                                            |

#### Terceira Rodada
| 25 de agosto | Blumenau        | 7 – 1 | APAF Paranaguá | Ginásio Belin Carolo - UTFPR, Campo Mourão |
| 19:00        | Rafinha , Ceará |       | Kiki           |                                            |

| 25 de agosto | Campo Mourão | 0 - 2 | Pato Futsal   | Ginásio Belin Carolo - UTFPR, Campo Mourão |
| 21:00        |              |       | Batalha, Well |                                            |

## Premiação
| Liga Sul de Futsal de 2018 |
| Paraná                     |
| -------------------------- |
| Pato Futsal                |
| Campeão (1º título)        |